# فأر متغاير جولدماني
فأر متغاير جولدماني (الاسم العلمي:Heteromys goldmani) (بالإنجليزية: Goldman's spiny pocket mouse)‏ هو نوع من الحيوانات يتبع جنس الفأر المتغاير من فصيلة الفئران المتغايرة.